# Idong-eup
Idong-eup (koreanska: 이동읍) är en köping i provinsen Gyeonggi i den centrala delen av Sydkorea, 50 km sydost om huvudstaden Seoul. Den ligger i stadsdistriktet Cheoin-gu i stadskommunen Yongin. Före 2017 hade den status som socken och hette Idong-myeon (이동면).